# Kevin Shirley
Kevin Shirley (* 29. Juni 1960 in Johannesburg, Südafrika) ist ein Produzent und Toningenieur, der unter anderem mit und für Journey, Iron Maiden, Aerosmith, Led Zeppelin, Joe Bonamassa und Mr. Big gearbeitet hat.

## Karriere
Shirley begann seine Karriere im Alter von 19 Jahren bei der South African Broadcasting Corporation und wechselte anschließend zu den Spaced Out Sound Studios, wo ihn der Eigentümer, Tully McCully, weiter förderte. Shirley erste Produktion war ein Album von Robin Auld, anschließend arbeitete er mit weiteren südafrikanischen Künstlern wie Juluka, Jonathan Butler, Lesley Rae Dowling, Steve Louw und Sweatband. Außerdem trat er mit seiner eigenen Band „The Council“ auf und nahm eigene Schallplatten und CDs auf.
1987 zog er nach Australien, wo er mit den australischen Bands und Künstlern arbeitete, zu denen unter anderem The Hoodoo Gurus, The Angels, Cold Chisel, Girl Monstar, Tina Arena, The Screaming Jets und die Baby Animals gehörten. Nachdem er das Debütalbum der Band Silverchair, Frogstomp, produziert hatte, zog er in die Vereinigten Staaten. 2008 produzierte er das Debütalbum Payback Time von Marya Roxx.
Auch hier konnte er sich schnell einen guten Ruf erarbeiten und begleitete die Aufnahmen solcher Bands wie Aerosmith (Nine Lives), Iron Maiden (Brave New World, Dance of Death, A Matter of Life and Death, The Final Frontier, The Book of Souls), The Black Crowes (By Your Side) oder Mr. Big (What If…). 2009 war er Initiator für das Projekt Black Country Communion, von denen er alle Alben (Black Country Communion, 2, Afterglow, BCCIV und V) produzierte.

## Diskografie (Auszug)
- Aerosmith – Nine Lives
- Deep Purple – Come Taste the Band (35th Anniversary Edition) – Remix
- Journey – Greatest Hits – Produzent
- The Black Crowes – By Your Side – Produzent
- The Black Crowes – Live at the Greek – Produzent
- Silverchair – Neon Ballroom – Mixing
- Joe Satriani – Engines of Creation – Produzent
- Iron Maiden – Brave New World – Produzent
- Dream Theater – Falling into Infinity – Produzent, Engineering, Mixer
- Mr. Big – What If… – Produzent
- Black Country Communion – Black Country Communion – Produzent, Texter, Komponist
- Black Country Communion – 2 – Produzent
- Europe – Bag of Bones
- Joe Bonamassa – Driving Towards the Daylight
- Marya Roxx – Payback Time – Produzent
- Beth Hart – Bang Bang Boom Boom – Produzent